# Ólafur Stefánsson
Pour les articles homonymes, voir Stefansson.
Ólafur Stefánsson, né le 3 juillet 1973 à Reykjavik, est un ancien handballeur islandais, évoluant au poste d'arrière droit. À son apogée, il a été considéré comme l'un des meilleurs joueurs de handball du monde. Il est d'ailleurs un des très rares joueurs à avoir marqué plus de 1500 buts en équipe nationale.
Capitaine de l'équipe nationale d'Islande pendant de nombreuses années, il est notamment vice-champion olympique en 2008 et médaillé de bronze au Championnat d'Europe 2010
En clubs, il a notamment remporté quatre Ligue des champions et neuf Championnats nationaux.

## Biographie
Après trois titres de champion d'Islande, il rejoint la Bundesliga au club de HC Wuppertal, puis après deux saisons, il rejoint l'un des meilleurs clubs allemands, le SC Magdebourg. Il y remporte de nombreux titres dont la Ligue des Champions en 2002.
En 2003, il rejoint la Ligue ASOBAL en Espagne et le club de BM Ciudad Real qui a l'ambition de dominer l'Europe. Il y remporte le championnat d'Espagne dès sa première saison. Il remporte une deuxième Ligue des champions en 2006 aux dépens d'un autre club espagnol, Portland San Antonio de Pampelune, puis une troisième en 2008 et une quatrième en 2009.
En 2009, il retourne en Allemagne au Rhein-Neckar Löwen, puis, 2 années plus tard, il part au Danemark au club d'AG Copenhague. Après la liquidation judiciaire du club danois, il reste quelques mois sans club avant de rejoindre le club qatarien du Lakhwiya Sports Club.
En équipe nationale d'Islande, il participe à de nombreuses phases finales, remportant une médaille d'argent aux Jeux olympiques 2008 à Pekin et une médaille de bronze au championnat d'Europe 2010. Il a annoncé sa retraite internationale après les Jeux olympiques de Londres en 2012. Il participe toutefois à un dernier match face à la Roumanie le 16 juin 2013, match au cours duquel il marque à 8 reprises.
Son frère Jón Arnór Stefánsson est un joueur de basketball professionnel ayant notamment joué aux Dallas Mavericks.

## Palmarès

### Club
Compétitions internationales

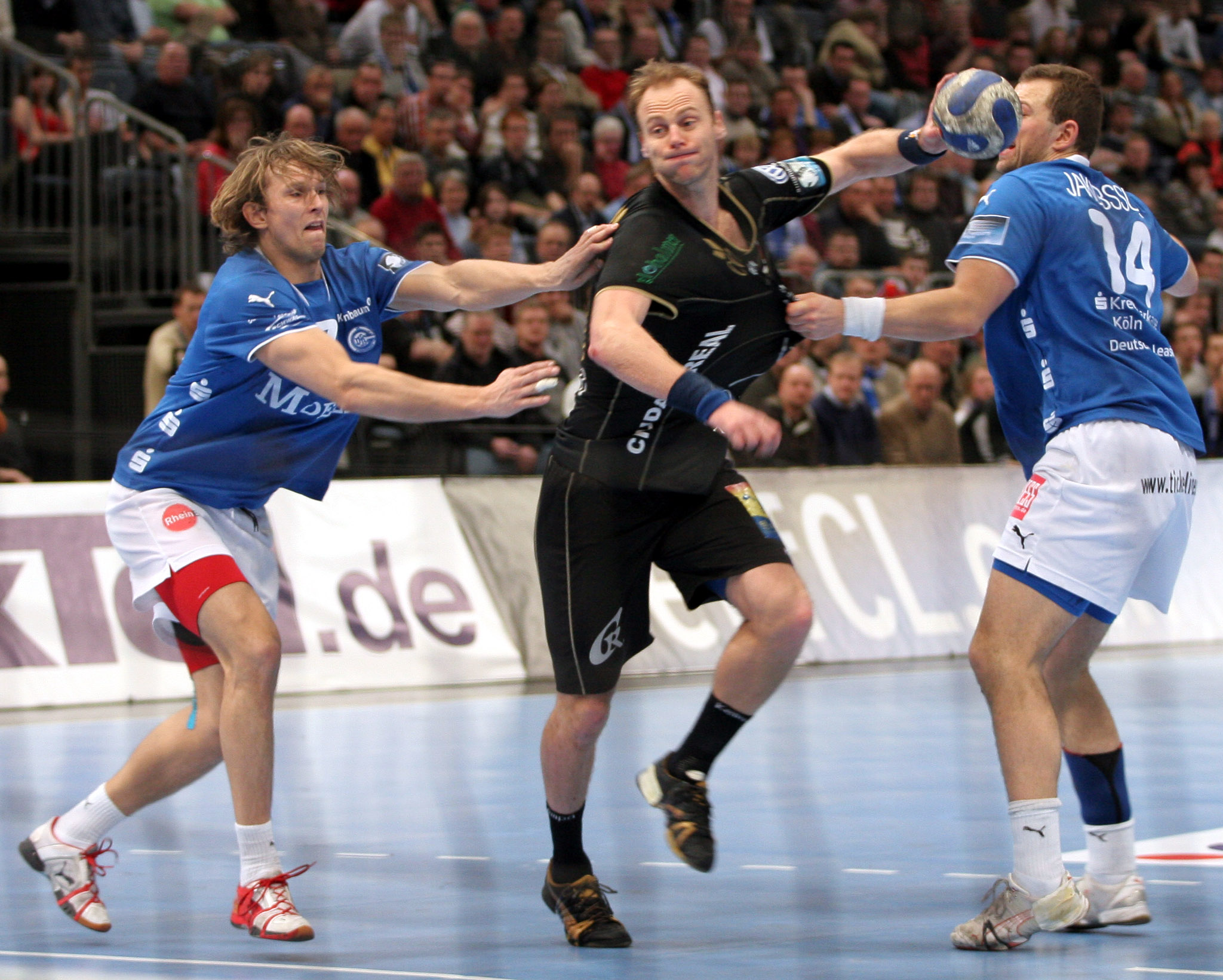
Stefánsson avec le BM Ciudad Real en 2008.

- Vainqueur de la Ligue des champions (4) : 2002 (avec SC Magdebourg) ; 2006, 2008, 2009 (avec BM Ciudad Real)
  - Finaliste en 2005 (avec BM Ciudad Real)
- Vainqueur de la  Coupe de l'EHF (2) : 1999 et 2001 (avec SC Magdebourg)
- Vainqueur de la Supercoupe d'Europe[NB 1] (5) : 2001, 2002 (avec SC Magdebourg) 2005, 2006, 2008 (avec BM Ciudad Real)
- Vainqueur de la Coupe du monde des clubs[NB 1] (1) : 2007 (avec BM Ciudad Real)

Compétitions nationales
- Vainqueur du Championnat d'Islande (3) : 1993, 1994, 1995 (avec Valur Reykjavik)
- Vainqueur du Championnat d'Allemagne (1) : 2001 (avec SC Magdebourg)
- Finaliste de la Coupe d'Allemagne : 2002 (avec SC Magdebourg)
- Vainqueur de la SuperCoupe d'Allemagne[NB 1] (1) : 2001 (avec SC Magdebourg)
- Vainqueur du Championnat d'Espagne (4) : 2004, 2007, 2008, 2009
- Vainqueur de la Coupe ASOBAL (5) : 2004, 2005, 2006, 2007, 2008
- Vainqueur de la Coupe d'Espagne (1) : 2008
- Vainqueur de la SuperCoupe d'Espagne[NB 1] (2) : 2004, 2007
- Vainqueur du Championnat du Danemark (1) : 2012
- Vainqueur de la Coupe du Danemark (1) : 2011

1. 1 2 3 4  Remarque : la Supercoupe d'Europe, la Coupe du monde des clubs et les Supercoupes d'Allemagne et d'Espagne ont lieu en début de saison sportive, donc une victoire à l'année N correspond à la saison N-(N+1)

### Équipe nationale
Jeux olympiques

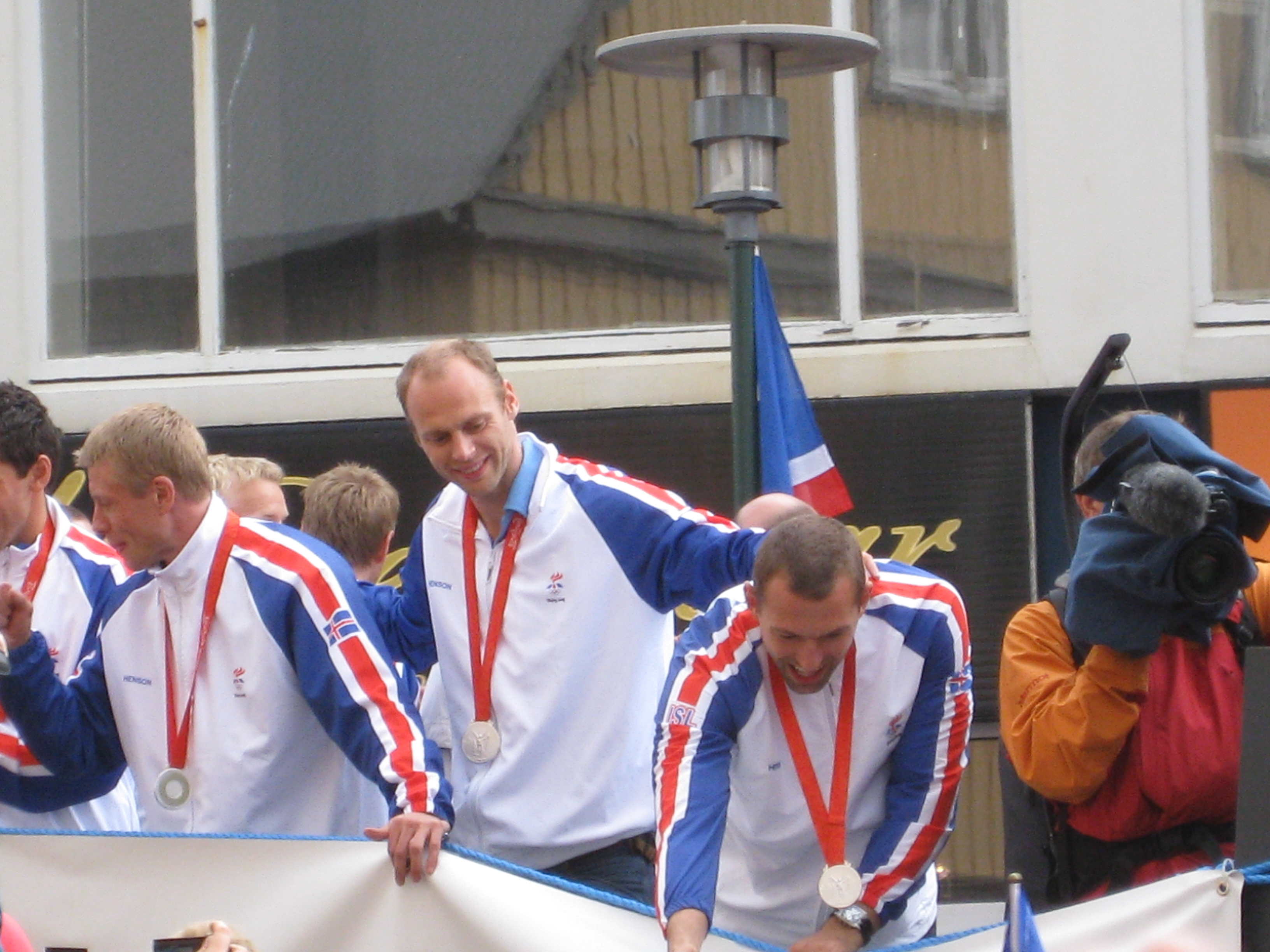
Stefánsson et sa médaille d'argent olympique en 2008.

- 9e aux Jeux olympiques 2004 à Athènes,  Grèce
- Médaille d'argent aux Jeux olympiques 2008 à Pékin,  Chine
- 5e aux Jeux olympiques 2012 à Londres,  Grande-Bretagne

Championnats du monde
- 5e au Championnat du monde 1997 au  Japon
- 7e au Championnat du monde 2003 en  Suède
- 15e au Championnat du monde 2005 en  Tunisie
- 8e au Championnat du monde 2007 en  Allemagne
- 6e au Championnat du monde 2011 en  Suède

Championnats d'Europe
- 11e au Championnat d'Europe 2000 en Croatie
- 4e au Championnat d'Europe 2002 en  Suède
- 7e au Championnat d'Europe 2006 en  Suisse
- Médaille de bronze au Championnat d'Europe 2010 en  Autriche
- 10e au Championnat d'Europe 2012 en Serbie

### Distinctions personnelles
- Sportif islandais de l'année (en) (4) : 2002, 2003, 2008 et 2009
- Grand chevalier avec croix de l'Ordre du Faucon en 2008
- 2e meilleur buteur de l'histoire de l'équipe nationale d'Islande avec 1570 buts[1]
- Meilleur buteur de l'histoire du SC Magdebourg avec 897 buts
- Meilleur buteur du Championnat d'Europe 2002
- Meilleur buteur de la Ligue des champions 2007-2008 avec 96 buts[3]
- Élu meilleur arrière droit aux Jeux olympiques (2) : 2004 et 2008
- Élu meilleur arrière droit au Championnat d'Europe masculin (3) :  2002 ,2006 et 2010
- Élu meilleur arrière droit des 20 ans de la Ligue des champions (1993-2013)
- Élu meilleur arrière droit du Championnat d'Espagne (3) : 2004, 2007 et 2009
- Nommé dans l'élection du meilleur handballeur mondial de l'année en 2001, 2002, 2003, 2004, 2006.